# Marco Schällibaum
Marco Schällibaum (* 6. April 1962 in Zürich) ist ein ehemaliger Schweizer Fussballspieler und heutiger Fussballtrainer.

## Karriere

### Als Spieler
Schällibaum spielte beim Grasshopper Club Zürich, beim FC Basel, beim Servette FC und beim FC Luzern und erzielte dabei in 379 Ligaspielen 9 Tore. Mit dem Grasshopper Club Zürich wurde er 1981/82, 1982/83 und 1983/84 Schweizer Meister sowie 1983 Cupsieger (ohne im Final eingesetzt zu werden) und nahm 1980/81 (Viertelfinal) und 1981/82 (2. Runde) am UEFA-Cup sowie 1982/83 (1. Runde), 1983/84 (1. Runde) und 1984/85 (2. Runde) am Europapokal der Landesmeister teil. Mit dem Servette FC spielte er 1988/89 im UEFA-Cup (2. Runde), in dem ihm im 2.-Runden-Rückspiel gegen den FC Groningen (1:1) ein «Traumtor» gelang.
Für die Schweizer Fussballnationalmannschaft stand er zwischen 1983 und 1988 32 Mal auf dem Feld und schoss dabei 1 Tor im Spiel der EM-Qualifikation 1984 gegen Belgien (3:1) am 9. November 1983. Ein weiteres Tor gelang ihm am 1. Februar 1985 im Freundschaftsspiel gegen Kolumbien (2:2) im Rahmen einer Südamerika-Tournee.

### Als Trainer
Nach seiner Karriere als Fussballprofi arbeitete er zunächst ab 1994 als Trainer bei Stade Nyonnais, dann als Assistenztrainer unter Christian Gross beim FC Basel. 1999 wurde er Trainer des BSC Young Boys, mit dem er 2001 den Wiederaufstieg in die Nationalliga A schaffte und den er 2003 in den UEFA-Cup (Qualifikation) führte. Zur Saison 2003/04 wurde er Trainer beim Servette FC, den er zunächst (vor dem nachträglichen Punktabzug wegen Nichteinhaltung von Lizenzbestimmungen) auf Rang 3 und in die Qualifikation des UEFA-Cups führte. Nach dem schlechten Start in die folgende Saison mit fünf Niederlagen in den ersten sechs Spielen wurde er im August 2004 entlassen.
2005–2006 war er Trainer beim FC Concordia Basel. Im November 2006 trainierte er den FC Sion, wurde aber nach vier Spielen, darunter drei klaren Auswärtsniederlagen, im selben Monat wieder entlassen. Am 2. April 2007 unterschrieb er einen Vertrag beim damals abstiegsbedrohten FC Schaffhausen. Den Abstieg konnte er nicht verhindern, er blieb jedoch Trainer beim FC Schaffhausen in der Challenge League. Am 28. April 2008 wurde bekannt, dass er Schaffhausen per Ende Saison 2008/09 verlassen werde. Am 6. Juni 2008 wurde sein sofortiger Wechsel zum Super-League-Aufsteiger AC Bellinzona bekannt gegeben. Am 1. November 2009 trat er bei der AC Bellinzona nach einer 0:5-Heimniederlage gegen den FC St. Gallen zurück.
Am 17. Mai 2010 übernahm Schällibaum interimistisch das Traineramt beim FC Lugano für die beiden Super-League-Barragespiele der Saison 2009/10. Obwohl er dabei den Aufstieg nicht erreichte, wurde sein Vertrag für die Saison 2010/11 verlängert, er wurde aber im Mai 2011 nach drei Niederlagen in Serie entlassen. Anschliessend wurde er bei der FIFA angestellt und war zwei Jahre lang als Ausbilder für neue Trainer in Asien beschäftigt.
Im Januar 2013 übernahm er den Trainerposten bei dem kanadischen Verein Montreal Impact, wurde mit der Mannschaft kanadischer Meister 2013 und führte sie damit erstmals in die Play-offs der Major League Soccer. Mitte Dezember 2013 wurde er nach dem frühen Ausscheiden in der 1. Runde der Play-offs gegen Houston Dynamo (0:3) bei den Montreal Impacts freigestellt.
Nachdem er in die Schweiz zurückgekehrt war, trainierte er ab April 2015 bis zum Ende der laufenden Saison den FC Chiasso mit der Aufgabe, die Mannschaft vor dem Abstieg zu bewahren. Da ihm dies glückte, wurde sein Vertrag verlängert, Schällibaum wechselte jedoch auf die Saison 2015/16 als Cheftrainer zum FC Aarau. Kurz nachdem sein Vertrag im Sommer 2018 verlängert worden war, wurde er entlassen, nachdem die Mannschaft 10 von 12 Meisterschaftsspielen verloren hatte.
Im Juli 2018 wurde er unter Alexander Frei Assistenztrainer beim FC Basel, übte das Amt aber nur während zwei Spielen aus und war danach Defensivtrainer und ab September 2019 Ausbildungsleiter im FCB-Nachwuchs und schliesslich interimistischer Trainer der U18. Ab Juni 2021 trainierte er die U21 des FC Basel. Nach einer Niederlagenserie wurde er im November 2021 entlassen. Von April bis Juni 2022 war er nochmals Trainer der AC Bellinzona, die er als Meister der Promotion League in die Challenge League führte, bevor er am 1. Juli 2022 Cheftrainer beim Yverdon Sport FC wurde. Mit diesem erreichte er 2023 den Aufstieg in die Super League.
Im April 2024 wurde er als Nachfolger von Bruno Berner Trainer des Grasshopper Club Zürich. Schällibaum führte das Team erfolgreich durch die Barragespiele und sicherte den Ligaerhalt. Der Start in die neue Saison glückte jedoch nicht: Nach 13 Runden stand die Mannschaft auf dem vorletzten Tabellenplatz, und Schällibaum wurde entlassen.